# Orbită (anatomie)

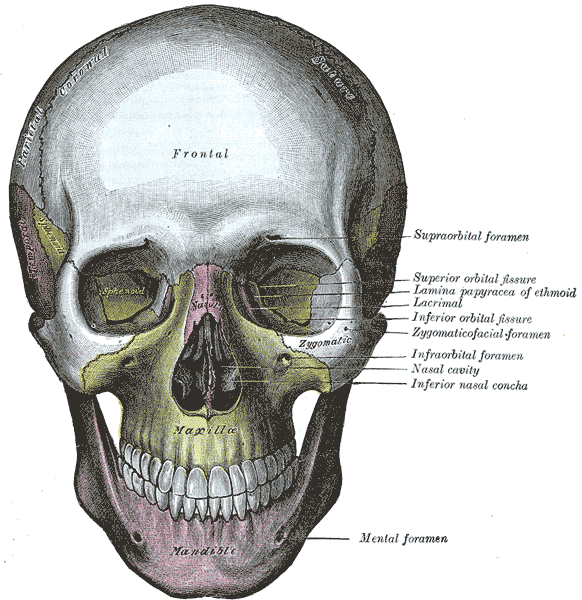
Vedere frontală a craniului, cu cele 2 orbite

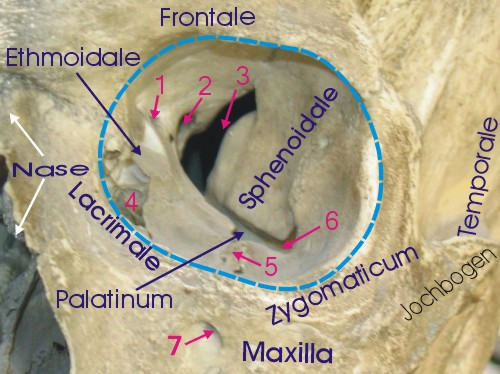
Structura osoasă a orbitei

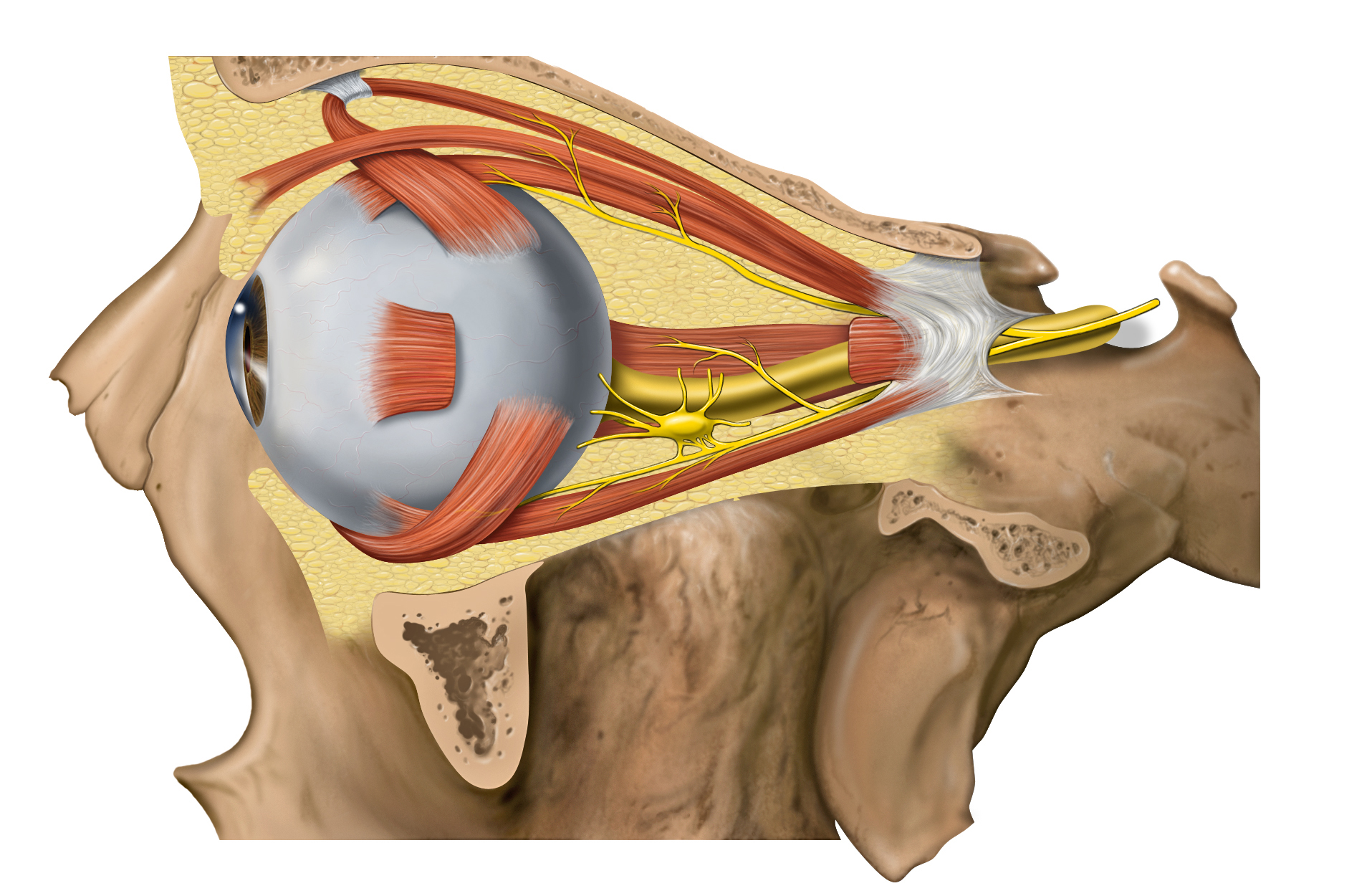
Anatomia laterală a orbitei

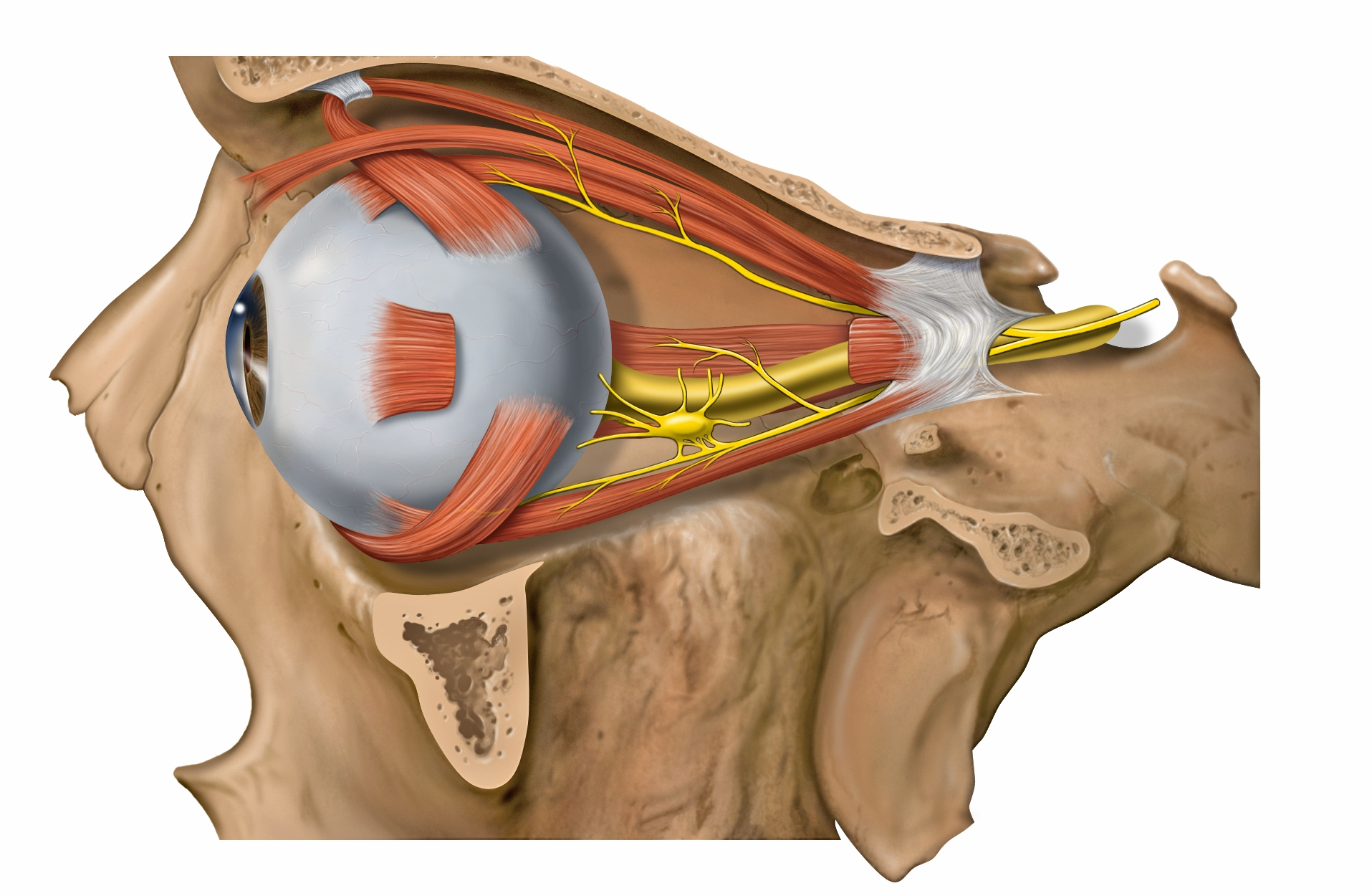
Nervii laterali ai orbitei

În anatomie, orbita este cavitatea craniană care adăpostește ochiul și anexele globului ocular. Are forma unei piramide patrulatere cu axul orientat oblic dinainte-înapoi și din afară spre înăuntru, și un volum de aproximativ 30 ml.

## Structura anatomică

### Orbita osoasă
La om, orbita osoasă este alcătuită din șapte oase:
- Osul frontal (Fața orbitală)
- Osul zigomatic (Procesul orbital al osului zigomatic)
- Osul maxilar (Suprafața orbitală a corpului maxilar)
- Osul sfenoid (Suprafața orbitală a aripii mari a osului sfenoid)
- Osul etmoid (Lamina papiracee)
- Osul palatin (Procesul orbital al osului palatin)
- Osul lacrimal

### Orificii și fisuri
- Orificiul optic
- Fisura orbitală superioară
- Fisura orbitală inferioară
- Orificiul etmoidal anterior
- Orificiul etmoidal posterior
- Orificiul infraorbital
- Orificiul supraorbital
- Orificiul orbital al canalului nazo-lacrimal
- Orificiul zigomatic orbital

### Conținutul orbitei
- Globul ocular
- Fasciile orbitală și bulbară
- Mușchii orbitei
- Nervi cranieni: nervul optic (perechea al II-a), nervul oculomotor (perechea a III-a), nervul trohlear (perechea a IV-a), nervul trigemen (perechea a V-a) și nervul abducens (perechea a VI-a)
- Vase sanguine
- Țesut adipos
- Glanda lacrimală

## Galerie de imagini

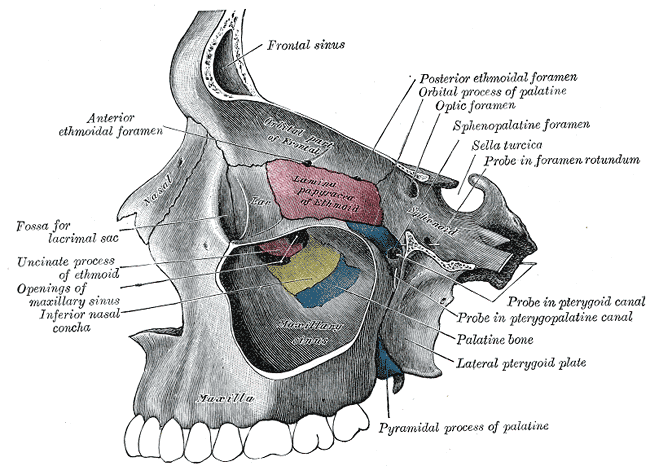
Peretele medial al orbitei stângi
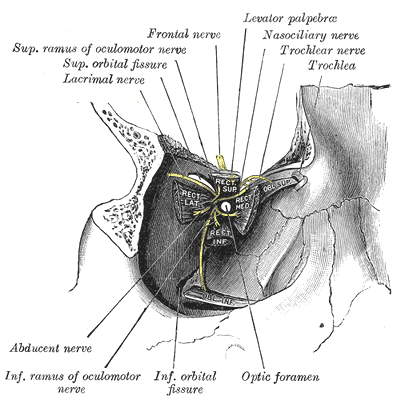
Disecţie ce arată originea muşchilor oculari drepţi şi nervii ce pătrund prin fisura orbitală superioară
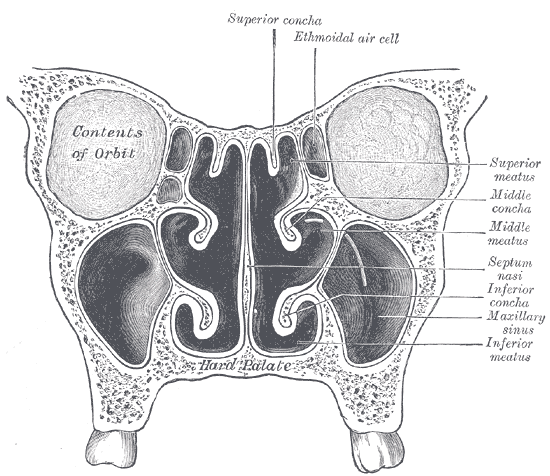
Secţiune coronară prin cavităţile nazale